# Quài Nưa
Quài Nưa là một xã thuộc huyện Tuần Giáo, tỉnh Điện Biên, Việt Nam.

## Địa lý
Xã Quài Nưa có vị trí địa lý:
- Phía đông giáp xã Ta Ma và xã Tỏa Tình
- Phía tây giáp xã Mường Thín
- Phía nam giáp xã Quài Cang
- Phía bắc giáp xã Mùn Chung và xã Pú Nhung.

Xã Quài Nưa có diện tích 52,17 km², dân số năm 2022 là 6.418 người, mật độ dân số đạt 123 người/km².

## Hành chính
Xã Quài Nưa được chia thành 12 bản.

## Lịch sử
Ngày 6 tháng 12 năm 2019, HĐND tỉnh Điện Biên ban hành Nghị quyết số 148/NQ-HĐND về việc:
- Thành lập Bản Củ trên cơ sở Bản Củ 1 và Bản Củ 2.
- Sáp nhập bản Lọng Hống và bản Lọng Lươm vào Bản Cọ.
- Sáp nhập bản Mường Chăn và bản Lọng Trạng vào Bản Chăn.
- Sáp nhập Bản Thẳm vào Bản Ten.
- Thành lập bản Pha Nàng trên cơ sở bản Co Muông và bản Co Sáng.
- Sáp nhập bản Quang Vinh vào Bản Chá.
- Thành lập bản Bó Giáng trên cơ sở Bản Bó và bản Noong Giáng.